# Wolfgang Krüger (Fußballspieler)
Wolfgang Krüger (* 29. November 1953; † 22. Juni 2023 in Solingen) war ein deutscher Fußballspieler.

## Sportliche Laufbahn
Er spielte von 1975 bis 1988 für die SG Union Solingen in der 2. Bundesliga. Krüger war der einzige Spieler, der dem Verein in den ersten 13 seiner insgesamt 14 Zweitligaspielzeiten die Treue hielt. Der Mittelfeldspieler absolvierte dabei in der zweithöchsten Spielklasse des deutschen Fußballs 428 Spiele und erzielte in diesen 27 Tore. Nur vier Spieler wurden in der Geschichte des Unterhauses häufiger eingesetzt. Bezogen auf Einsätze im Solinger Dress in der 2. Liga verzeichnete die Nummer 2 der vereinsinternen Rangliste, Günter Diekmann, gut 100 Spiele weniger als Dauerbrenner Krüger. Im Anschluss an seine Laufbahn trainierte er die Jugend beim TSV Solingen-Aufderhöhe.